# Ah ! Quelle équipe
Pour plus de détails, voir Fiche technique et Distribution.
Ah ! Quelle équipe est un film français réalisé par Roland Quignon et sorti en 1957.

## Fiche technique
- Titre : Ah ! Quelle équipe
- Réalisation : Roland Quignon
- Scénario : Charles Lescophy et Alfred Machard
- Dialogues : Alfred Machard
- Photographie : Jacques Lemare
- Son : Antoine Petitjean
- Décors : Robert Dumesnil
- Musique : Sidney Bechet et Gérard Calvi
- Montage : Maurice Bonin
- Société de production : Nordia Films
- Tournage : du 11 mai au 3 juillet 1956[1]
- Pays de production :  France
- Genre : Comédie - Film musical
- Durée : 96 minutes
- Date de sortie : 
  - France : 11 janvier 1957

## Distribution
- Sidney Bechet : Candy
- Louise Carletti : Marie-Lou
- Pierre Trabaud : Hubert
- Dora Doll : Vicky
- Colette Deréal : Véra
- Bernard La Jarrige : Louis
- Eddy Rasimi : Henri
- Pierre Larquey : Monsieur Pierre
- Georgette Anys : Maman Jo
- Sophie Leclair : Jeanine
- Yolande Magny : Frédérique
- Noël Roquevert : Baton
- Jean Brochard : le curé
- Jeanne Fusier-Gir : la concierge
- Pauline Carton
- Luce Fabiole
- André Chanu
- Georges Bever
- Dany Cintra